# Jamajka na Letnich Igrzyskach Olimpijskich 1996
Jamajkę na Letnich Igrzyskach Olimpijskich 1996 reprezentowało 46 zawodników: 27 mężczyzn, 19 kobiet. Reprezentacja zdobyła 6 medali, wszystkie w lekkoatletyce. Był to 12. start reprezentacji Jamajki na letnich igrzyskach olimpijskich.

## Zdobyte medale
| Medal  | Zawodnik                                                                                         | Dyscyplina    | Konkurencja                 | Rezultat |
| ------ | ------------------------------------------------------------------------------------------------ | ------------- | --------------------------- | -------- |
| Złoto  | Deon Hemmings                                                                                    | Lekkoatletyka | bieg na 400 m przez płotki  | 52,82 s  |
| Srebro | James Beckford                                                                                   | Lekkoatletyka | skok w dal mężczyzn         | 8,29 m   |
| Srebro | Merlene Ottey                                                                                    | Lekkoatletyka | bieg na 100 m kobiet        | 10,94 s  |
| Srebro | Merlene Ottey                                                                                    | Lekkoatletyka | bieg na 200 m kobiet        | 22,24 s  |
| Brąz   | Michael McDonald, Roxbert Martin, Gregory Haughton, Davian Clarke, Dennis Blake, Garth Robinson  | Lekkoatletyka | sztafeta 4 × 400 m mężczyzn | 2:59,42  |
| Brąz   | Michelle Freeman, Juliet Cuthbert, Nikole Mitchell, Merlene Ottey, Andria Lloyd, Gillian Russell | Lekkoatletyka | sztafeta 4 × 100 m kobiet   | 42,24 s  |

## Skład kadry

### Boks
Mężczyźni
- Tyson Gray – waga piórkowa (do 57 kg) – 17. miejsce,
- Sean Black – waga lekkośrednia (do 71 kg) – 17. miejsce,
- Rowan Donaldson – waga średnia (do 75 kg) – 17. miejsce

### Lekkoatletyka
Mężczyźni
- Michael Green – bieg na 100 m – 7. miejsce,
- Ray Stewart – bieg na 100 m – odpadł w ćwierćfinale,
- Leon Gordon – bieg na 100 m – odpadł w ćwierćfinale,
- Percy Spencer – bieg na 200 m – odpadł w ćwierćfinale,
- Elston Cawley – bieg na 200 m – odpadł w ćwierćfinale,
- Leon Gordon, Michael Green, Percy Spencer, Ray Stewart – sztafeta 4 × 100 m – odpadli w półfinale (dyskwalifikacja),
- Roxbert Martin – bieg na 400 m – 6. miejsce,
- Davian Clarke – bieg na 400 m – 7. miejsce,
- Michael McDonald – bieg na 400 m – odpadł w półfinale,
- Alex Morgan – bieg na 800 m – odpadł w eliminacjach,
- Clive Terrelonge – bieg na 800 m – odpadł w eliminacjach,
- Nils Antonio – maraton – 104. miejsce,
- Robert Foster – bieg na 110 m przez płotki – odpadł w półfinale,
- Neil Gardner – bieg na 400 m przez płotki – odpadł w półfinale,
- Dinsdale Morgan – bieg na 400 m przez płotki – odpadł w eliminacjach,
- Winthrop Graham – bieg na 400 m przez płotki – odpadł w eliminacjach (nie ukończył biegu),
- Michael McDonald, Roxbert Martin, Gregory Haughton, Davian Clarke, Dennis Blake[1], Garth Robinson[1] – sztafeta 4 × 400 m – 3. miejsce ,
- James Beckford – skok w dal – 2. miejsce

Kobiety
- Merlene Ottey
  - bieg na 100 m – 2. miejsce,
  - bieg na 200 m – 2. miejsce,
- Juliet Cuthbert
  - bieg na 100 m – odpadła w półfinale,
  - bieg na 200 m – 7. miejsce,
- Beverly McDonald
  - bieg na 100 m – odpadła w eliminacjach,
  - bieg na 200 m – odpadła w eliminacjach,
- Michelle Freeman, Juliet Cuthbert, Nikole Mitchell, Merlene Ottey, Andria Lloyd[2], Gillian Russell[2] – sztafeta 4 × 100 m – 3. miejsce
- Sandie Richards – bieg na 400 m – 7. miejsce,
- Merlene Frazer – bieg na 400 m  – odpadła w półfinale,
- Juliet Campbell – bieg na 400 m – odpadła w półfinale,
- Inez Turner – bieg na 800 m – odpadła w eliminacjach,
- Dionne Rose – bieg na 100 m przez płotki – 5. miejsce,
- Michelle Freeman – bieg na 100 m przez płotki – 6. miejsce,
- Gillian Russell – bieg na 100 m przez płotki – odpadła w ćwierćfinale,
- Deon Hemmings – bieg na 400 m przez płotki – 1. miejsce
- Debbie-Ann Parris – bieg na 400 m – przez płotki – 4. miejsce,
- Catherine Pomales-Scott – bieg na 400 m przez płotki – odpadła w eliminacjach,
- Merlene Frazer, Sandie Richards, Juliet Campbell, Deon Hemmings, Tracey Ann Barnes[2], Inez Turner[2] – sztafeta 4 × 400 m – 4. miejsce,
- Diane Guthrie-Gresham – skok w dal – 25. miejsce,
- Lacena Golding-Clarke – skok w dal – nie została sklasyfikowana – nie zaliczyła żadnej dobrej próby
- Suzette Lee – trójskok – 19. miejsce,
- Diane Guthrie-Gresham – siedmiobój – 16. miejsce

### Pływanie
Mężczyźni
- Sion Brinn
  - 50 m stylem dowolnym – 29. miejsce,
  - 100 m stylem dowolnym – 12. miejsce

### Tenis stołowy
Mężczyźni
- Michael Hyatt – gra pojedyncza – 49. miejsce,
- Stephen Hylton – gra pojedyncza – 49. miejsce,
- Michael Hyatt, Stephen Hylton – 25. miejsce

### Żeglarstwo
- Andrew Gooding, Joseph Stockhausen – klasa 470 mężczyzn – 33. miejsce